# أوكسيديسلفوتون
أوكسيديسلفوتون (بالإنجليزية: Oxydisulfoton)‏ هو مركب كيميائي يستخدم كمبيد للقراد ومبيد حشري. تم تصنيفها على أنها مادة شديدة الخطورة في الولايات المتحدة على النحو المحدد في القسم 302 من قانون التخطيط للطوارئ وحق المجتمع في المعرفة بالولايات المتحدة (42 USC 11002)، وتخضع لمتطلبات الإبلاغ الصارمة من قبل المرافق التي تنتجه وتخزنه أو تستخدمهُ بكميات كبيرة.